# BTOB TIME ［Be Together］
《BTOB TIME ［Be Together］》是韓國男子音樂組合BTOB的第六次單獨演唱會，同時亦是他們為紀念成團十週年所舉辦的演唱會，於2022－2023年在韓國首爾連續舉行三場。

## 簡介
- 演出人員：徐恩光、李旼赫、李昌燮、任炫植、Peniel、陸星材
- 主辦單位：Cube娛樂
- 售票單位：INTERPARK
- 觀賞人次：約44,190人（單場約14,730人）

## 背景
2022年2月7日，BTOB官方社群發布專輯《Be Together》專輯日程表，並宣布將舉行十週年演唱會。同年2月25日，Cube娛樂宣布BTOB將於同年3月18－20日，連續三天於蠶室室內體育館舉行第六次單獨演唱會《BTOB TIME ［Be Together］》，並公開演唱會視覺海報。同年3月2日，公開第二版演唱會視覺海報，並同步展開門票預售，門票在10分鐘內售罄。3月11日，因成員任炫植、李昌燮、Peniel、陸星材接連確診嚴重特殊傳染性肺炎，Cube娛樂宣布演唱會延期，門票可全額退費。
2022年11月11日，Cube娛樂宣布BTOB於2022年12月30日至2023年1月1日，連續三天於首爾奧林匹克體操競技場舉行該主題演唱會，並公開全新版本的演唱會視覺海報。

## 場次
| 日期           | 國家 | 站次 | 舉行地點               |
| -------------- | ---- | ---- | ---------------------- |
| 2022年12月30日 |      | 首爾 | 首爾奧林匹克體操競技場 |
| 2022年12月31日 |      | 首爾 | 首爾奧林匹克體操競技場 |
| 2023年1月1日   |      | 首爾 | 首爾奧林匹克體操競技場 |

## 演唱曲目
按演出曲序排列
1. Finale：我們的演唱會
2. Finale（Show And Prove）
3. Whiskey
4. 舞（Dance With Me）
5. Higher
6. 那個男人／恩光（原唱：白智英）
7. 那天的風／星材
8. FLY23／Peniel
9. LOVE DIVE／恩光（原唱：IVE）
10. ANTIFRAGILE／旼赫（原唱：LE SSERAFIM）
11. Hype Boy／恩光、旼赫、星材（原唱：NewJeans）
12. DEAR LOVE／炫植
13. Shelter／昌燮
14. BOOM／旼赫
15. 今晚（With Melody）／旼赫
16. 我們（Be Together）
17. 沒關係
18. 第二次告白
19. WOW
20. 祈禱
21. 既是美麗又痛苦的
22. 不能沒有你
23. 想念
24. 歌曲（The Song）
25. Outro：Encore
26. SOMEDAY
27. YES I AM

## DVD／BD
演唱會於2023年6月12日發行DVD，同年7月11日發行BD。
1. Finale : 우리들의 콘서트
2. 피날레（Show And Prove）
3. Whiskey
4. 춤（Dance With Me）
5. Higher
6. 그남자
7. 그날의 바람（Winter Ver.）
8. FLY23
9. DEAR LOVE
10. Shelter
11. BOOM＋오늘 밤에（With Melody）
12. 봄이 피어나
13. 괜찮아요
14. 두 번째 고백
15. WOW

1. 기도（I`ll Be Your Man）
2. 아름답고도 아프구나
3. 너 없인 안된다
4. 그리워하다
5. 노래（The Song）
6. Outro : Encore
7. DREAMER

MAKING FILM
1. POSTER & MD MAKING FILM
2. VCR MAKING FILM
3. PRACTICE & REHEARSAL MAKING FILM
4. D-DAY MAKING FILM

## 電影化
演唱會電影《BTOB TIME：Be Together THE MOVIE》於2023年11月15日在CGV影院正式上映，由金鎮哲執導，片中除了演唱會片段，也收錄了成員訪談及幕後花絮。同年12月1日於香港上映；2024年3月8日於臺灣上映。

## 外部連結
- CUBE 韓國官方網站